# فراسینورو
فراسینورو (به ایتالیایی: Frassinoro) یک کومونه (یکی از واحدهای تقسیمات کشوری) در ایتالیا است که در استان مودنا واقع شده‌است.

## خصوصیات
فراسینورو ۹۵٫۷ کیلومترمربع مساحت و ۲٬۰۸۳ نفر جمعیت دارد و ۱٬۱۳۱ متر بالاتر از سطح دریا واقع شده‌است.